# Juan Lagares
Juan Osvaldo Lagares (né le 17 mars 1989 à Constanza, La Vega, République dominicaine) est un joueur de champ extérieur des Ligues majeures de baseball évoluant avec les Mets de New York.

## Carrière
Juan Lagares signe son premier contrat professionnel en 2006 avec les Mets de New York. 

### Saison 2013
Il fait ses débuts dans le baseball majeur avec ce club le 23 avril 2013 et obtient dans cette partie son premier coup sûr en carrière, contre le lanceur Paco Rodriguez des Dodgers de Los Angeles. Le 19 mai suivant, il réussit son premier coup de circuit dans les grandes ligues, face à Travis Wood des Cubs de Chicago. 
À sa saison recrue, Lagares montre de belles aptitudes défensives au champ centre et reçoit le prix du meilleur joueur défensif des Mets à la fin de la campagne. Il est le 3e meilleur voltigeur de la Ligue nationale pour les points sauvés en défensive (Defensive Runs Saved) après Gerardo Parra des Diamondbacks et Carlos Gómez des Brewers. Sa capacité à retirer les coureurs adverses par de puissants relais du champ extérieur est aussi notable et il termine 1er chez les voltigeurs de centre du baseball majeur avec 14 assistances et 2e dans la Ligue nationale pour les assistances totales aux trois champs, avec 15, battu seulement par Gerardo Parra. En revanche, des doutes subsistent quant à la capacité pour Lagares de connaître du succès dans les grandes ligues en offensive : il frappe pour ,242 de moyenne au bâton en 121 matchs avec un faible pourcentage de présence sur les buts de ,281. Il réussit 95 coups sûrs dont 4 circuits et 5 triples, 34 points produits, 35 points marqués et 6 buts volés à sa première saison.